# Michel Saudreau
Michel Saudreau, né le 24 mars 1928 à Paris où il est mort le 1er juin 2007,, est un ecclésiastique français. Il est le premier évêque du Havre de 1974 à 2003.

## Biographie
Après des études au collège Stanislas de Paris, à la Sorbonne et à l'Institut catholique de Paris, il est ordonné prêtre à Paris. 
Il professe au séminaire d'Issy-les-Moulineaux puis devient en 1957 directeur de l'Enseignement catholique de Paris, peu de temps avant le vote de la loi Debré de 1959. Chargé des questions d'enseignement de la foi (catéchèse), puis curé de Saint-Lambert de Vaugirard en 1970, puis l'année suivante, le cardinal Marty, archevêque de Paris, le nomme vicaire général de l'archidiocèse.
Paul VI choisit de le nommer à la tête du nouveau diocèse du Havre, érigé le 6 juillet 1974 par démembrement du diocèse métropolitain de Rouen (arrondissement du Havre). Il est nommé le 6 juillet 1974, jour de la création du diocèse, et sacré le 22 septembre 1974 dans la nouvelle cathédrale (jusqu'alors église Notre-Dame du Havre, édifice ayant échappé à la destruction de la ville).
Il se fit proche des personnes en difficulté et notamment lors des conflits sociaux, ce qui lui valut parfois, dans la presse locale, le surnom d'« évêque rouge ».
Atteint par la limite d'âge canonique, il s'est retiré le 9 juillet 2003, avec le titre d'évêque émérite du Havre. Son successeur, Michel Guyard, est nommé le jour de son départ.
Le 19 avril 2000, il est nommé chevalier de la Légion d'honneur.
Michel  Saudreau meurt le 1er juin 2007 à Paris, chez les Petites sœurs des Pauvres, où il s'était retiré, à l'âge de 79 ans. Il est inhumé le 7 juin suivant dans la chapelle du Saint-Nom-de-Marie de la cathédrale du Havre.

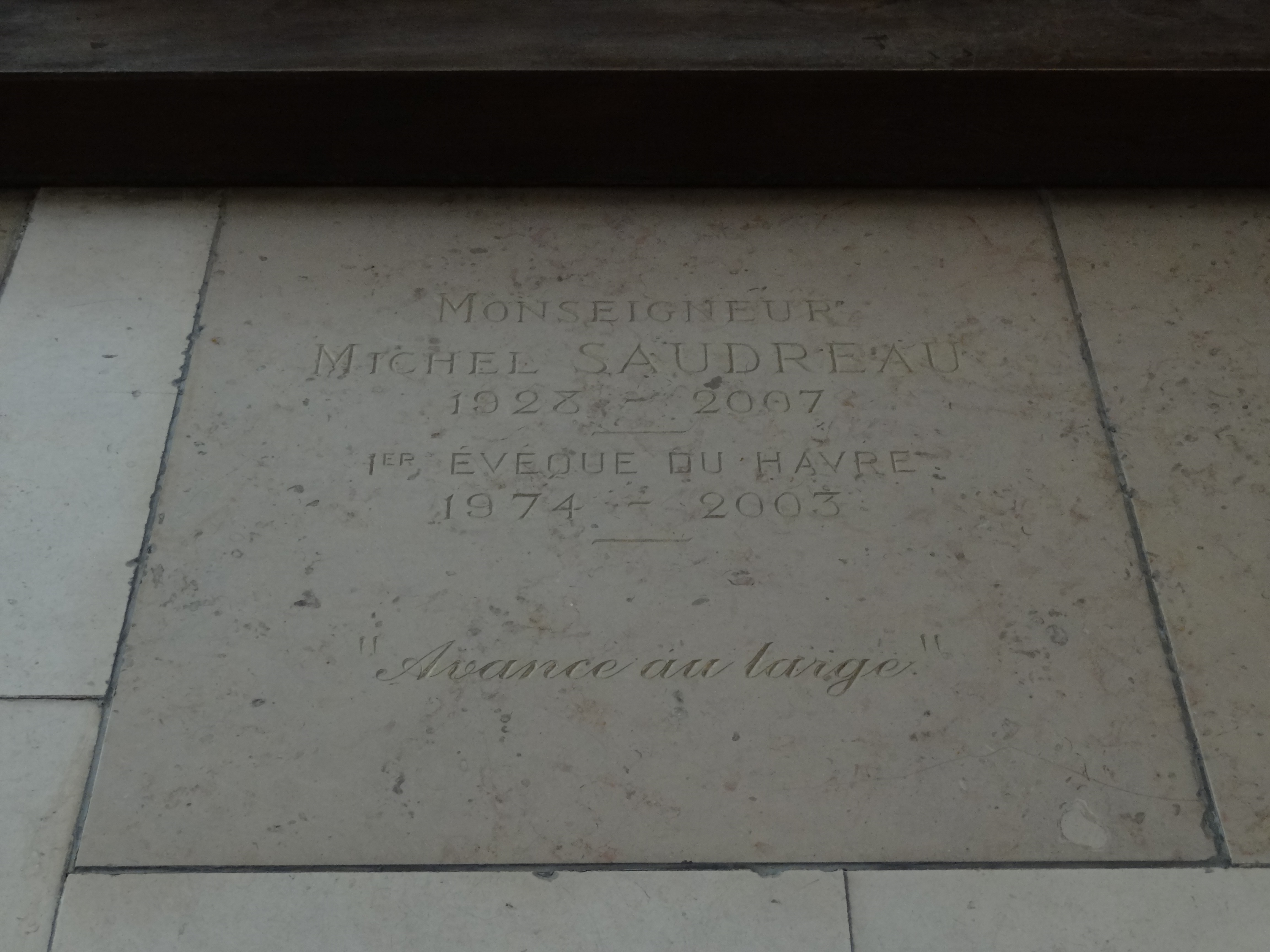
La tombe de Michel Saudreau dans la cathédrale du Havre.